# اورلیان دووال
اورلیان دووال (فرانسوی: Aurélien Duval‎؛ زادهٔ ۲۹ ژوئن ۱۹۸۸) دوچرخه‌سوار اهل فرانسه است.
وی در مسابقات کشوری و بین‌المللی در مجموع برندهٔ ۱ مدال نقره شده‌است.